# Die Stachelschweine (Parabel)

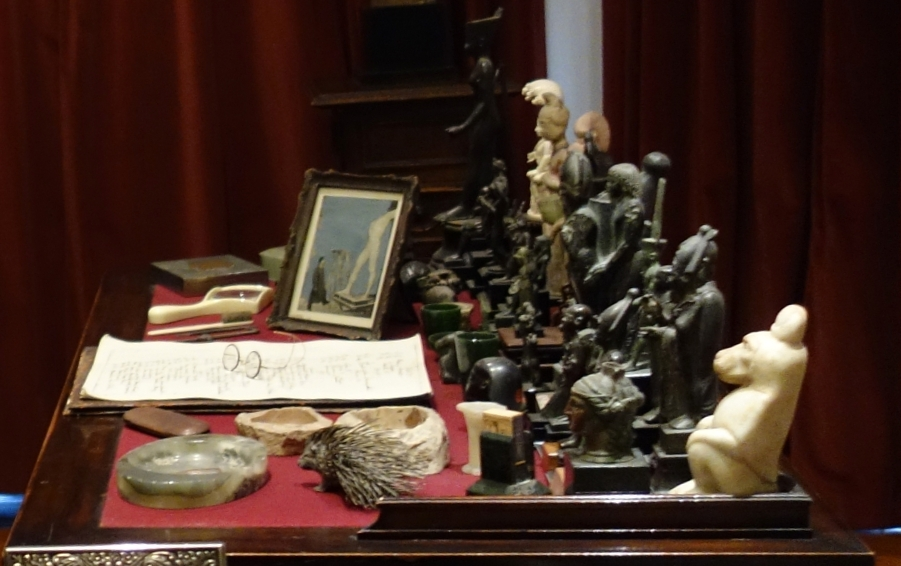
Stachelschwein auf Freuds Schreibtisch im Arbeitszimmer seines Londoner Hauses, heute das Freud-Museum.

Die Stachelschweine ist eine Parabel, die 1851 von Arthur Schopenhauer in Parerga und Paralipomena mit weiteren Aphorismen zur Lebensweisheit veröffentlicht wurde.

## Inhalt
An einem kalten Tag entwickelt eine Gruppe Stachelschweine ein allen gemeines Wärmebedürfnis. Um es zu befriedigen, suchen sie die gegenseitige Nähe. Doch je näher sie aneinanderrücken, desto stärker schmerzen die Stacheln der Nachbarn. Da aber das Auseinanderrücken wieder mit Frieren verbunden ist, verändern sie ihren Abstand, bis sie die erträglichste Entfernung gefunden haben.

## Interpretation
Auf Englisch wird das von Schopenhauer beschriebene Problem hedgehog's dilemma, auf Französisch dilemme du hérisson genannt; beides heißt wörtlich auf Deutsch Igeldilemma. 
In einer abstrakten Lesart wird die Optimierung einer komplexeren Situation beschrieben, jedoch bietet Arthur Schopenhauer im Anschluss an die Erzählung eine eigene Interpretation an: Die Stachelschweine repräsentieren die Menschen. Ihr Bedürfnis nach Solidarität und Gemeinschaft lässt sie die Nähe ihrer Mitmenschen suchen. Gleichzeitig werden sie aber von deren schlechten Charaktereigenschaften abgestoßen.
Im Spannungsfeld zwischen diesen Polen wird durch das Gebot von Höflichkeit und Sitte (bis hin zu Vorschriften, Gesetzen etc.) ein Gleichgewicht hergestellt. So wird das Solidaritätsbedürfnis nicht vollkommen, sondern nur so weit befriedigt, dass der Vorteil (Wärme, Eintracht) den damit zwingend verbundenen Nachteil (Stacheln, Streit) noch überwiegt.
Somit enthält die Parabel eine Moral und gibt den Hinweis, einen „gesunden Abstand“ zu wahren, denn, je näher man sich kommt, desto mehr unangenehme Eigenschaften treten zum Vorschein. Ein gewisses Maß an gesellschaftlichen Interaktionen sollte man jedoch beibehalten, um einen einsamen Lebensweg zu vermeiden – es sei denn, wie es im Schlusssatz heißt, man habe genügend eigene Wärme, dann könne man sich die lästige Nähe der anderen sparen.

## Rezeption
Sowohl Friedrich Nietzsche als auch Sigmund Freud schätzten die Parabel. Sowohl Freud wie auch Theodor W. Adorno zitierten sie als Illustration eines an Thomas Hobbes erinnernden pessimistischen Menschenbilds: Jeder sei vom Egoismus getrieben und werde nur durch Eigennutz zu sozialem Verhalten gebracht.